# Ove Thorsheim
Ove Thorsheim (* 30. Mai 1949 in Norwegen) ist ein norwegischer Diplomat. Er war der norwegische Botschafter in Australien, Südafrika und Portugal.

## Leben
Ove Thorsheim arbeitete als Seemann in der internationalen Schifffahrt. Er studierte Französische Geschichte an der Universität Bergen und schloss das Studium 1976 mit einem Master ab. Nach seinem Studium arbeitete er auf einer Bohrinsel in der Nordsee.
Ove Thorsheim ist verheiratet und hat zwei Söhne.

## Diplomatischer Werdegang
Von 1977 bis ins Jahr 2000 war Ove Thorsheim für das norwegische Außenministerium in verschiedenen Positionen tätig, sowohl in Oslo als auch in Auslandsberufungen nach Südafrika (Vizekonsul am Konsulat in Kapstadt von 1981 bis 1984), der Schweiz (Botschaftssekretär an der Ständigen Vertretung Norwegens beim Büro der Vereinten Nationen in Genf von 1984 bis 1986) und Frankreich.
Seinen ersten Einsatz als Botschafter hatte er von 2000 bis 2005 als Botschafter in Australien. Als norwegischer Botschafter in Australien war er mitakkreditiert für die Cookinseln, Fidschi, Papua-Neuguinea (seit Oktober 2002), Neuseeland und Tonga. Während der Flüchtlingssituation 2001, welche eine Krise in den Beziehungen zwischen Norwegen und Australien verursachte, besuchte Thorsheim das involvierte Schiff Tampa, dem das Andocken auf australischem Hoheitsgebiet verweigert wurde, da es Hazara-Flüchtlinge in Seenot aufgenommen hatte.
Er wechselte von Australien als Botschafter nach Südafrika. Dort war er mitakkreditiert für Botswana, Lesotho und Namibia. Von 2007 bis 2011 war er Generaldirektor und Protokollchef in der Abteilung für Kultur, Diplomatie und Protokoll beim Außenministerium in Oslo. Von Oktober 2011 bis 2016 war er als Nachfolger von Inga Magistad Botschafter Norwegens in Lissabon, im Mai 2012 wurde er mitakkreditiert für Kap Verde. Als Botschafter in Portugal war er auch zuständig für Guinea-Bissau.

## Auszeichnungen
- 2002: Ritter 1. Klasse des Königlich Norwegischen Verdienstordens
- 2006: Kommandeur des Königlich Norwegischen Verdienstordens
- 2008: Großkreuz des Ordens des Infanten Dom Henrique[4]
- 2011: Großkomtur des Ordens um Verdienste für Litauen (Už nuopelnus Lietuvai)